# Limnophila (Limnophila) pictipennis
Limnophila (Limnophila) pictipennis is een tweevleugelige uit de familie steltmuggen (Limoniidae). De soort komt voor in het Palearctisch gebied.